# 朱由侎
紀城王朱由侎（16世紀—17世紀），明朝德藩第二代紀城王，紀城溫裕王朱常澍的嫡長子。

## 生平
萬曆二十二年（1594年），封紀城長子。萬曆三十七年（1609年）四月，襲封紀城王。
朱由侎於何年去世史料失載。庶第二子朱慈𩒪後襲爵。

## 家庭

### 妻
- 劉氏，萬曆三十九年（1611年）四月冊為紀城王妃[4]。

### 子
- 庶長子：夭折
- 庶第二子：紀城王朱慈𩒪
- 庶第三子：朱慈[5]
- 庶第四子：德王朱慈𤆝[3]